# فورت درام (فیلیپین)
فورت درام (انگلیسی: Fort Drum)همچنین به عنوان جزیره ال فرایل شناخته می شود، که یک جزیره به شدت مستحکم که در دهانه خلیج مانیل در فیلیپین واقع در جنوب جزیره کورگیدیدور قرار دارد، همچنین به عنوان «کشتی جنگی بتونی» شناخته می‌شود.طی نه سال ساخت و ساز، جزیره به یک سازه بتنی مسلح به طول حدود 350 فوت و عرض 144 فوت، با عرشه بالایی چهل فوت بالاتر از آب در هنگام جزر متوسط تبدیل شد. این سازه شبیه نبردناو که توسط ایالات ایالات متحده آمریکا در سال ۱۹۰۹ به عنوان یکی از دفاعیات بندرگاه در ورودی کانال جنوبی به خلیج در دوره استعمار آمریکا ساخته شد.
این قلعه در میان قلعه‌هایی که بین جنگ داخلی آمریکا و اوایل جنگ جهانی دوم ساخته شده توسط ایالات متحده بی نظیر بود. امپراتوری ژاپن در طول جنگ جهانی دوم تصرف شد، و پس از احتراق نفت و بنزین توسط نیروهای آمریکایی پس گرفته شد و شصت و هشت سرباز ژاپنی کشته شدند.فورت درام غرور دفاعی آمریکا در فیلیپین در طول تقریباً سی سال خدمت خود بود.